# Miniso

Antigo logotipo usado na China

Miniso (chinês tradicional: 名創優品, chinês simplificado: 名创优品, pinyin: Míngchuàng Yōupǐn; Hepburn: Meisō Yūhin; estilizado MINISO, メイソウ) é uma cadeia de lojas de varejo e variedades chinesas de baixo custo especializada em produtos domésticos e de consumo, incluindo cosméticos, artigos de papelaria, brinquedos e utensílios de cozinha. Co-fundada em 2011 pelo designer japonês Jun'ya Miyake e pelo empresário chinês Ye Guofu, a empresa está sediada em Guangzhou, China, sob a empresa chinesa Aiyaya. Em 2016, a receita de vendas da empresa chegou a $1,5 bilhão, acima dos $769,9 milhões do ano anterior.
A Miniso se expandiu para fora do mercado chinês e opera 1.800 lojas na Ásia, Europa, Austrália, África e no continente americano. Em 2015, tinha planos para abrir 6.000 lojas em todo o mundo.

## História

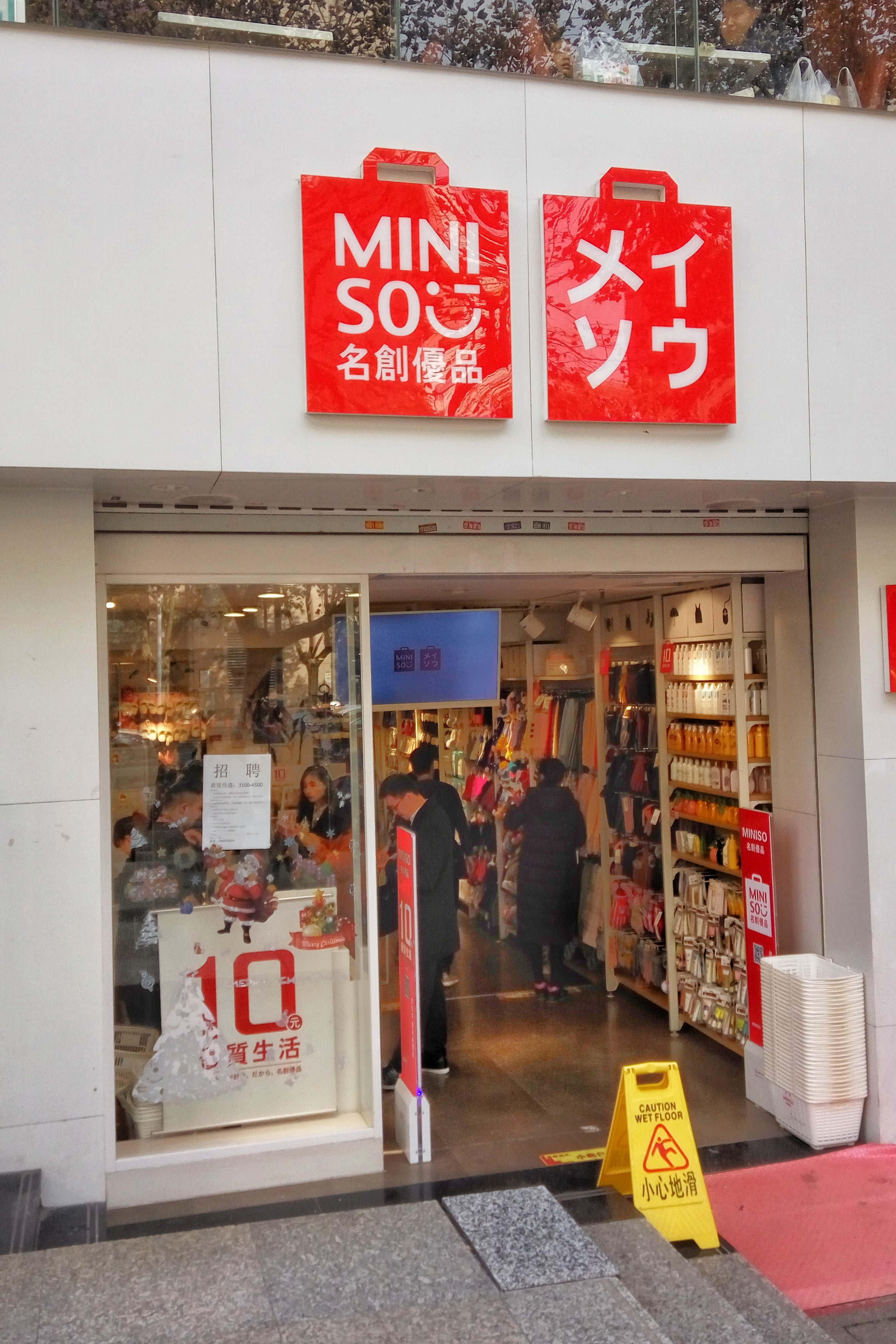
Uma loja Miniso em Nanjing, China. O logotipo da fachada exibe o nome da empresa em inglês, chinês tradicional (名創優品) e katakana japonesa (メイソウ).

A Miniso foi fundada em 2011 pelo designer japonês Jun'ya Miyake, formado pela Bunka Fashion College, e pelo empresário chinês Ye Guo Fu. Inicialmente, afirmando ser uma famosa marca japonesa, apesar de operar principalmente na China Continental sob a empresa chinesa Aiyaya, A Miniso expandiu-se desde então para fora da China e abriu mais de mil lojas em todo o mundo.
Em janeiro de 2017, a Miniso anunciou que estava procurando entrar no mercado norte-coreano, abrindo sua primeira loja em Pyongyang quatro meses depois. De acordo com The Economist, a loja era popular entre os países ricos, mas apenas aceitava moedas estrangeiras, incluindo o dólar americano, Yuan Chinês e Euro como pagamento. Logo após a abertura, a filial japonesa da companhia foi pressionada por violar a Resolução 2321 do Conselho de Segurança da ONU, proibindo o comércio com a Coréia do Norte, distanciou-se da mudança e culpou os escritórios chineses pela decisão. Como resultado da controvérsia, a Miniso prometeu não enviar mais produtos para a Coreia do Norte e a loja de Pyongyang foi rebatizada como "Evolution".

### Expansões e localizações
A Miniso primeiro estabeleceu uma presença de varejo na China, e a maioria de suas lojas ainda opera lá. Mesmo assim, buscou um agressivo plano de expansão em países ligados à política econômica One Belt One Road da China e começou a se expandir na Ásia, começando com quatro lojas no Japão antes de expandir para Taiwan, Hong Kong, Nepal, Macau, Índia, Paquistão, Mongólia, Coreia do Sul, Coreia do Norte, Indonésia, Malásia, Singapura, Vietnã, Sri Lanka, Filipinas e Bangladesh. As vendas em uma loja no Vietnã em seu dia de abertura ultrapassaram $10.000 em uma hora. A loja da Miniso em Pyongyang era notavelmente a primeira e única loja de varejo de marca estrangeira na Coréia do Norte. Chegou na Austrália no início de 2017.
Na América do Norte, a Miniso atualmente opera várias lojas no Canadá, no EUA e no México. Em 6 de agosto de 2016, a Miniso assinou um Acordo Global de Cooperação Estratégica com um parceiro americano para expandir suas operações de varejo para os Estados Unidos. A primeira loja dos Estados Unidos abriu em Pasadena em abril de 2017.
Na América Central, a Miniso abriu sua primeira loja no Panamá e na América Central. Em outubro de 2018, eles abriram 4 lojas.
Na América do Sul, a Miniso inaugurou sua primeira loja de varejo no Brasil em agosto de 2017 no Shopping Ibirapuera (São Paulo). E atualmente são mais de 43 lojas após o posicionamento da marca voltado ao mercado de franquias no Brasil.  “Investir na Miniso é apostar em uma marca global que está em mais de 60 países com bons preços e produtos de qualidade. No Brasil o crescimento foi acelerado, chegando a 37 lojas em apenas um ano de atuação. Uma comprovação do real potencial de negócios”, afirma Rafael Arantes da Silva, diretor de marketing da marca no Brasil.

A segunda loja no Chile em dezembro de 2017, com planos de entrar em breve na Argentina. Em maio de 2018, sua primeira loja de varejo no Peru é inaugurada no Jockey Plaza Shopping Center. Na Colômbia, inicia a operação com a inauguração dupla de duas lojas em 30 de agosto na cidade de Bogotá. Em dezembro de 2018, planeja abrir as primeiras 15 lojas do país.
Na Europa, a Miniso afirma operar lojas de varejo na Espanha, Alemanha, Itália, Estônia, Sérvia e Rússia, entre outros.
Na África, a Miniso entrou pela primeira vez na África do Sul em agosto de 2017 e na Nigéria um mês depois. Há também uma loja no Quênia. Em janeiro de 2018, a Miniso opera duas lojas no Egito.
Em 1º de setembro de 2018, a Miniso inaugurou duas lojas na Romênia e planeja abrir mais 40 lojas em todo o país.

## Marketing
O nome de Miniso é derivado da palavra "mini", depois dos minimarts japoneses. A cor vermelha foi escolhida como cor primária da marca porque é considerada auspiciosa nas culturas asiáticas. No entanto, não há "minimarts" no Japão, onde eles são conhecidos como konbini.
A estratégia de marketing da Miniso foi comparada a outros varejistas japoneses, como Muji, Daiso e Uniqlo, devido às semelhanças na estética das lojas, no design da marca e no inventário. Devido à sua estratégia de marca japonesa de influência, os produtos da empresa têm sido criticados como "made in China para olhar japonês", particularmente quando muitos de lojas da empresa estão localizados na China, onde as pessoas confiam em marcas japonesas mais do que as ofertas domésticas. Ele também tem sido criticado por fixar rótulos em japonês gramaticalmente incorretos em muitos produtos, uma conseqüência do uso do Baidu Translate para produzir uma cópia em japonês, como admitido pelo gerenciamento da Miniso.
No entanto, devido ao sucesso da Miniso em expandir seu número de lojas de varejo, a AllianceBernstein, uma empresa global de gestão de ativos, definiu sua estratégia de mercado como um sucesso "preenchendo um nicho de preço deixado sem resposta pelos formatos japoneses que estava imitando".

## Ligações externos
- Sítio oficial